# Kalkovens Dikkebuiksweg

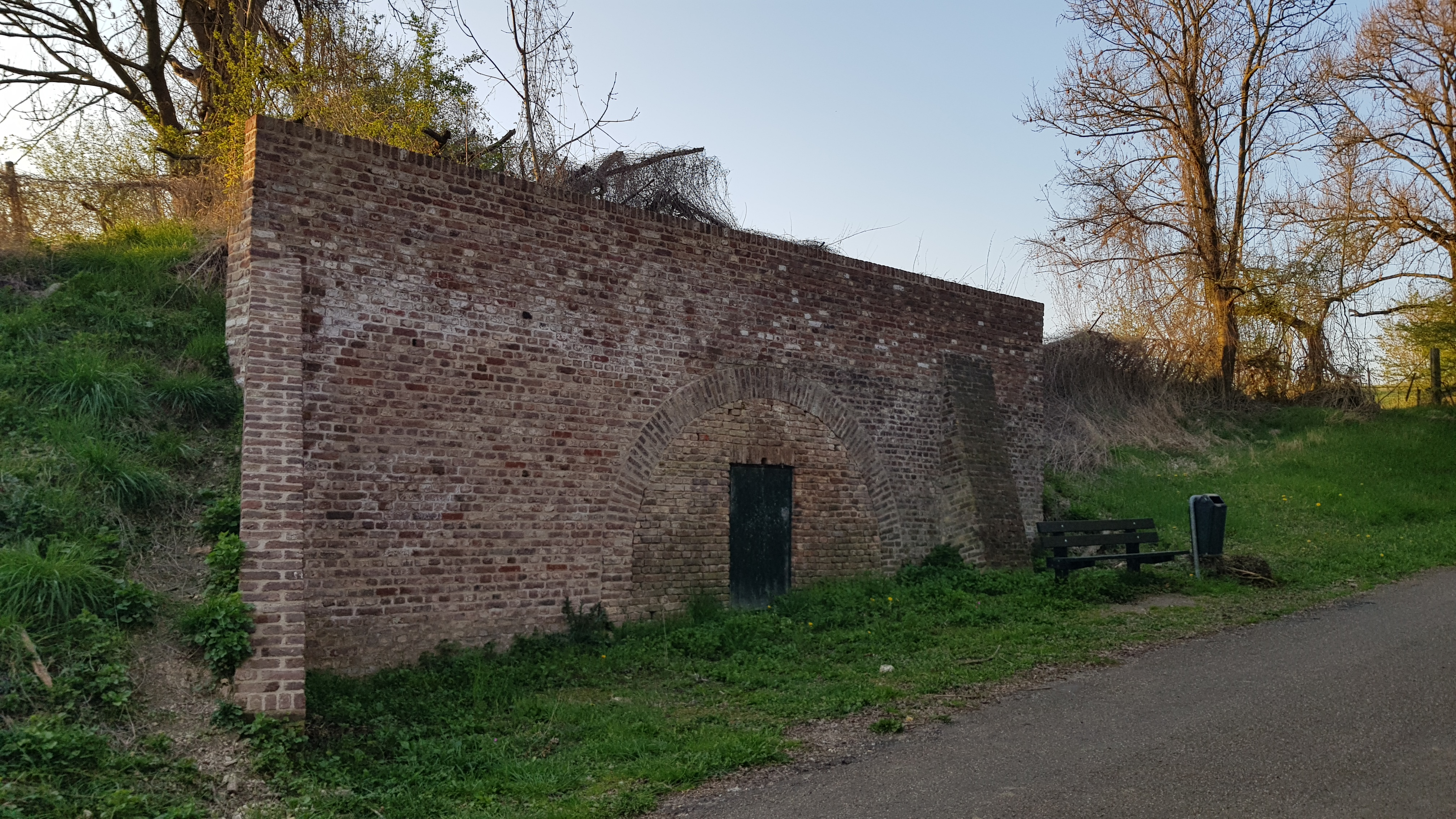
De noordelijke van de twee kalkovens na restauratie

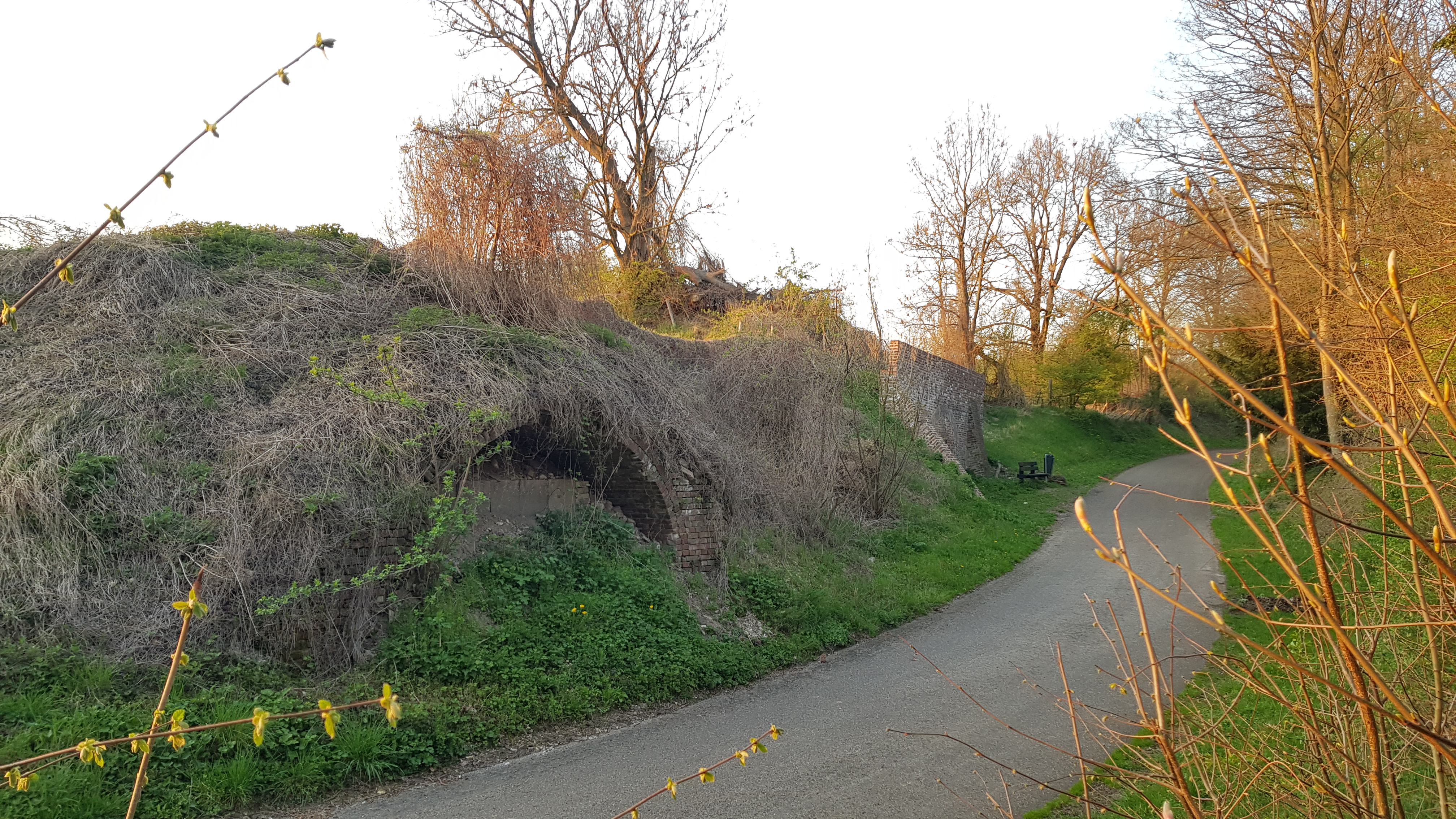
De twee kalkovens aan de Dikkebuiksweg

De Kalkovens Dikkebuiksweg zijn twee kalkovens en industrieel monument in de Nederlandse gemeente Gulpen-Wittem in Zuid-Limburg. De kalkovens staan ten oosten van Wijlre aan de holle weg Dikkebuiksweg aan de zuidwestelijke rand van het Plateau van Ubachsberg.

## Geschiedenis
In 1996 werd de kalkoven opgeknapt door de Stichting Instandhouding Kleine Landschapselementen in Limburg in samenwerking met de gemeente Gulpen.

## Ovens
Deze kalkovens waren kleine ovens waarin Kunradersteen werd gebrand. Deze kalksteen was afkomstig uit een groeve die aan de overkant van de weg lag. De gebrande kalk uit deze ovens werd vervolgens gebruikt voor het bemergelen van akkers of als pleisterkalk.